# Plage de Anse à Jacques
La plage de Anse à Jacques est une plage située à Mare-Gaillard entre Le Gosier et Sainte-Anne, en Guadeloupe.

## Description
Située près de la plage de Petit-Havre dont elle est séparée par la pointe du Petit Havre, elle s'étend sur environ 60 m au fond de l'Anse à Jacques. Elle est beaucoup moins fréquentée que la plage de Petit Havre mais offre un espace ombragé aménagé de carbets. 

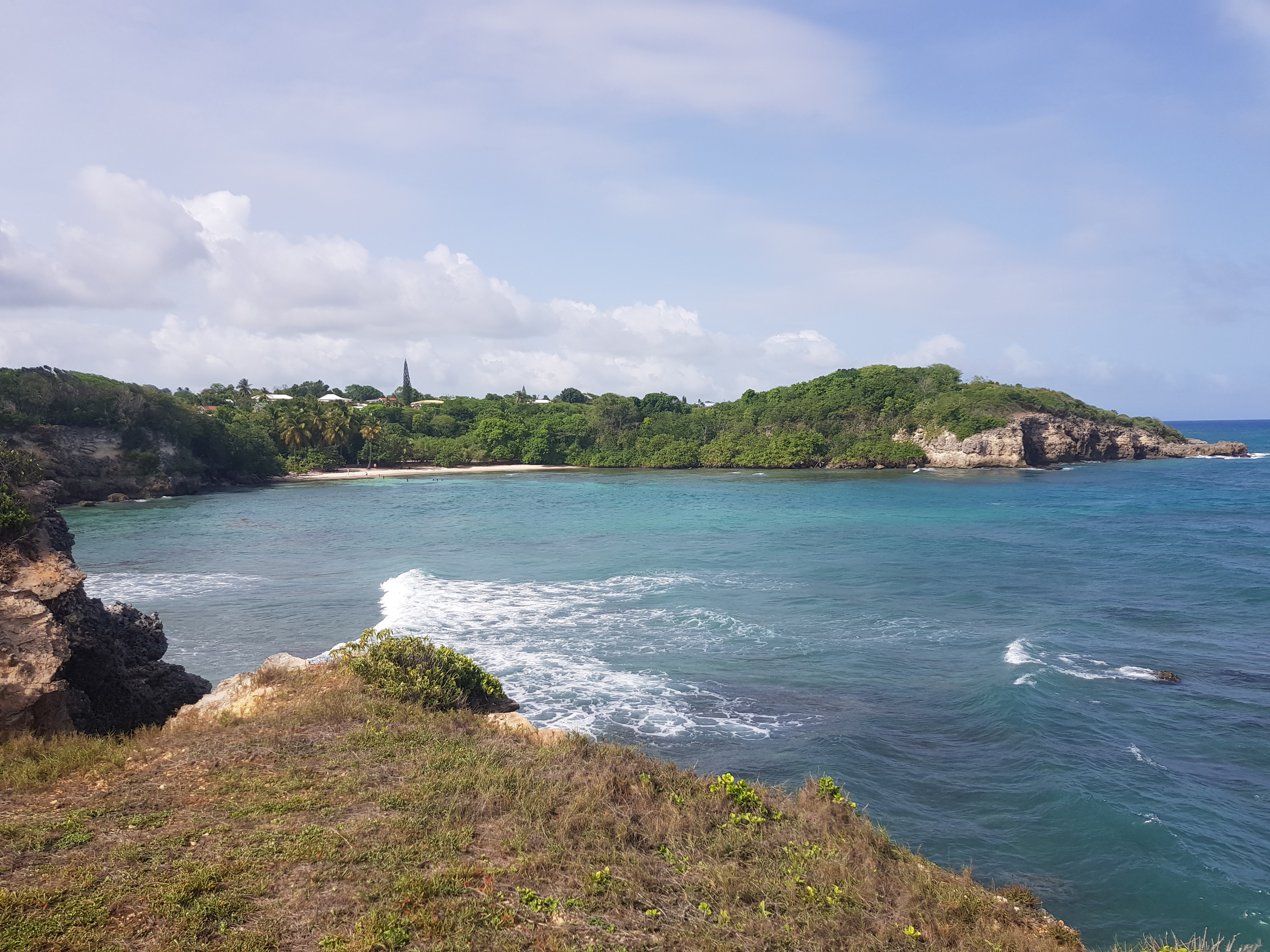
L'anse à Jacques
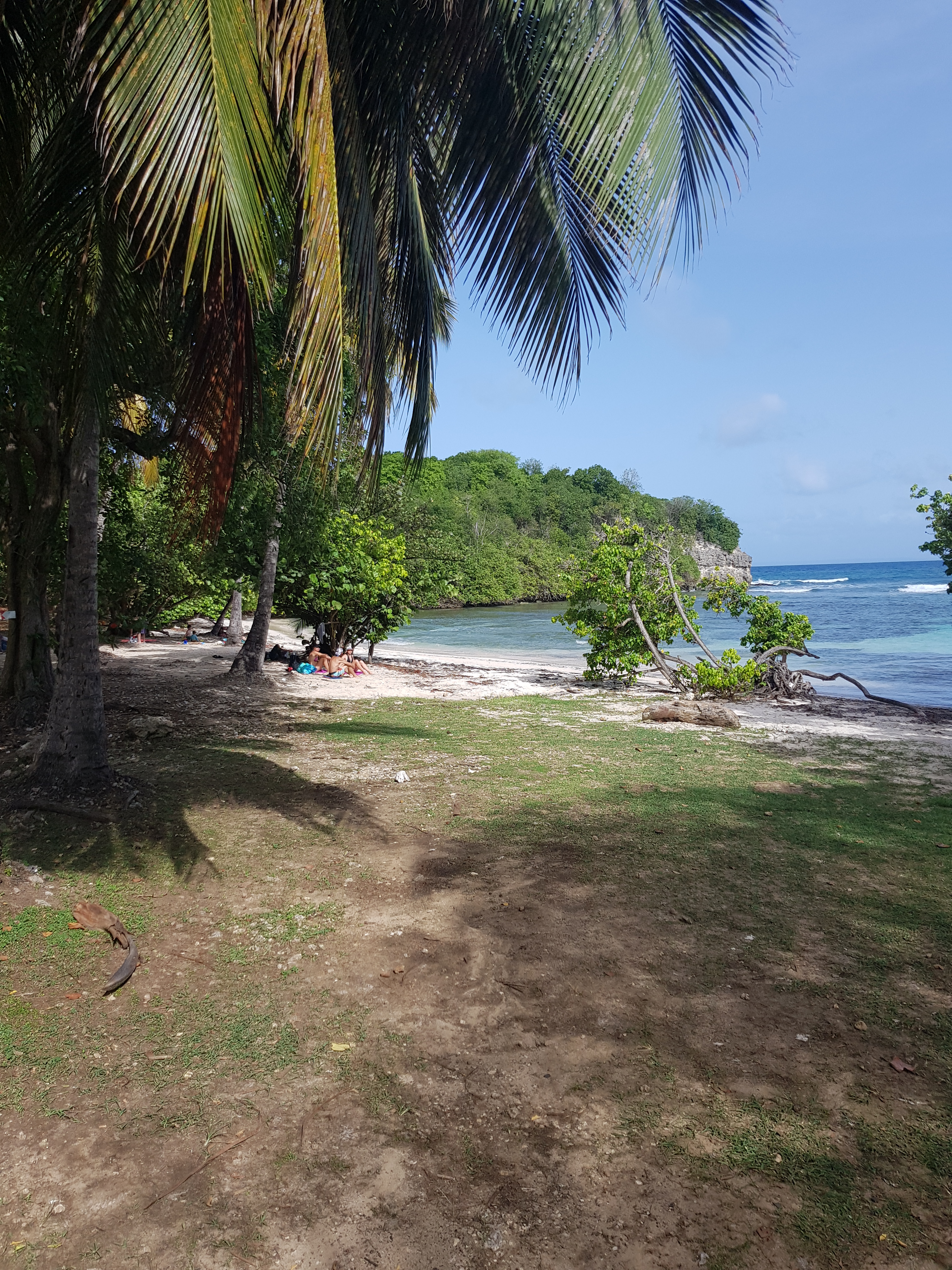
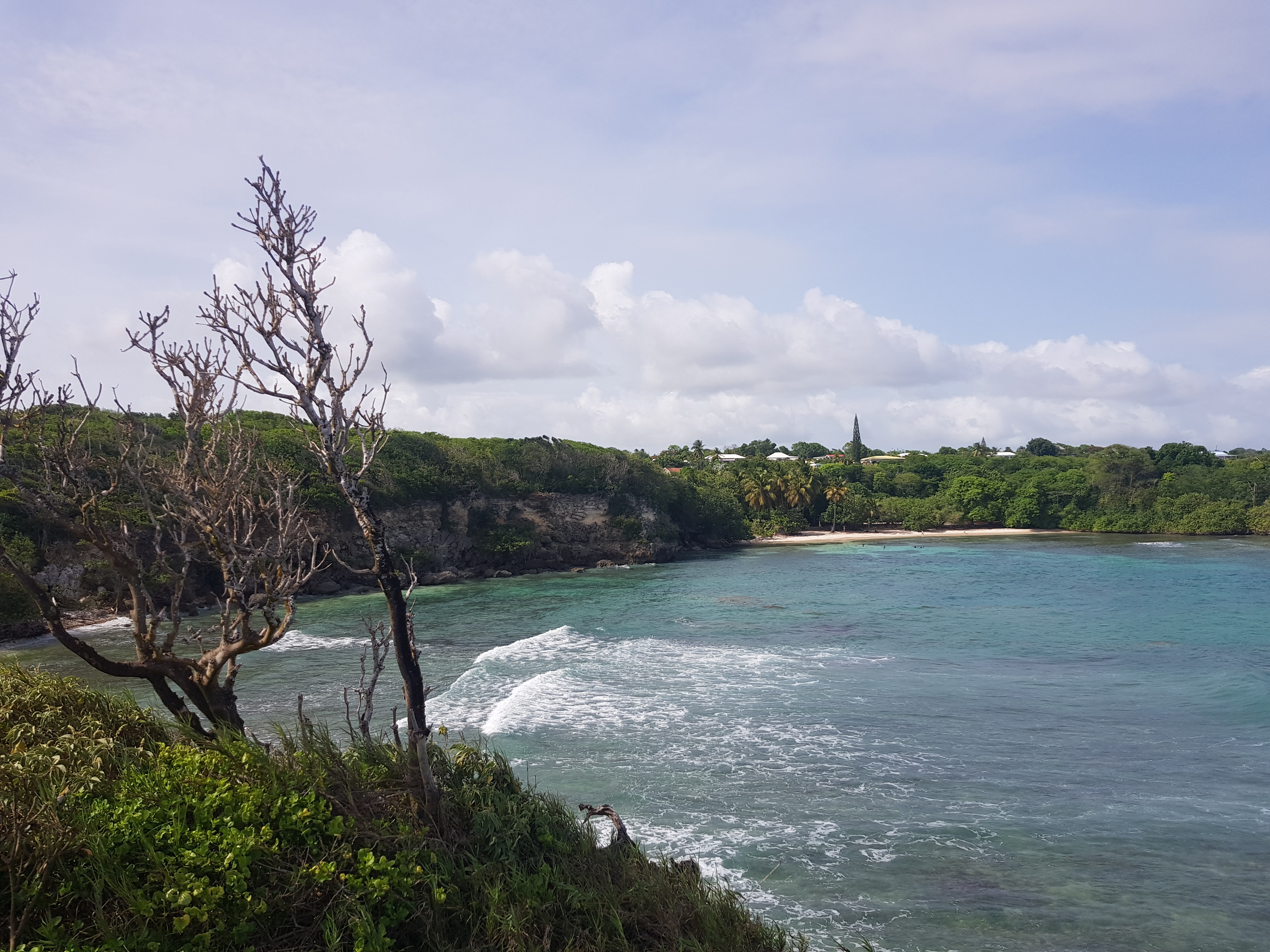
Plage de Anse à Jacques vue de la pointe du Petit-Havre.
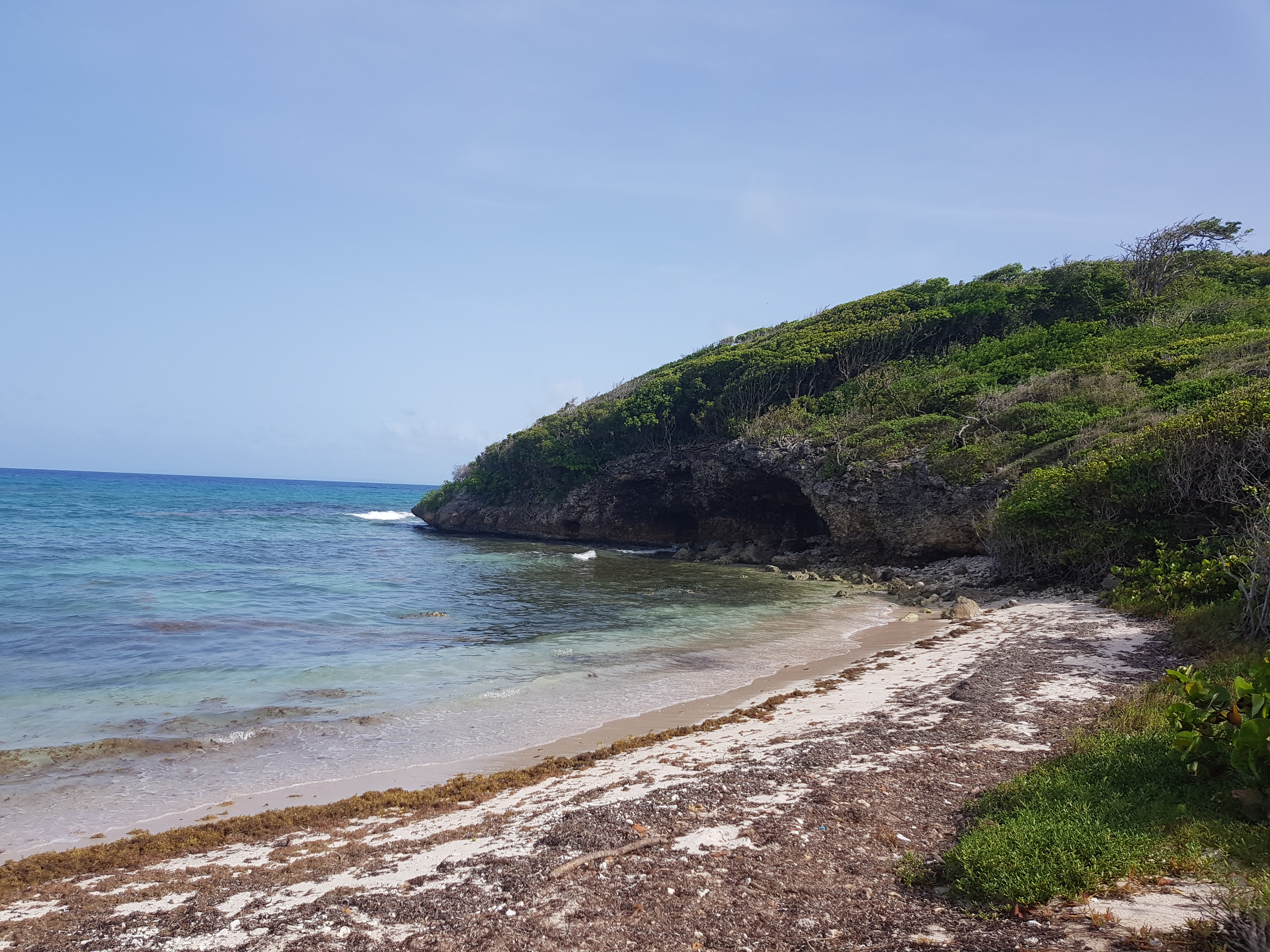